# Temporada 1993-94 de los Washington Bullets
La temporada 1993-94 fue la vigesimoprimera de los Bullets dentro del área metropolitana de Washington D. C. y la trigésimo tercera en sus diferentes localizaciones. La temporada regular acabó con 24 victorias y 58 derrotas, ocupando el decimosegundo puesto de la Conferencia Este, no logrando clasificarse para los playoffs.

## Elecciones en elDraft
| Ronda | Puesto | Jugador          | Posición  | Nacionalidad   | Universidad |
| ----- | ------ | ---------------- | --------- | -------------- | ----------- |
| 1     | 6      | Calbert Cheaney  | Escolta   | Estados Unidos | Indiana     |
| 2     | 30     | Gheorghe Mureșan | Pívot     | Rumania        |             |
| 2     | 38     | Conrad McRae     | Ala-Pívot | Estados Unidos | Syracuse    |

## Temporada regular
| División Atlántico | División Atlántico | División Atlántico | División Atlántico | División Atlántico | División Atlántico | División Atlántico | División Atlántico | División Atlántico |
| Equipo             | G                  | P                  | %                  | PD                 | Casa               | Fuera              | Div                |                    |
| ------------------ | ------------------ | ------------------ | ------------------ | ------------------ | ------------------ | ------------------ | ------------------ | ------------------ |
| y-New York Knicks  | 57                 | 25                 | .695               | —                  | 32–9               | 25–16              | 18–10              |                    |
| x-Orlando Magic    | 50                 | 32                 | .610               | 7                  | 31–10              | 19–22              | 20–8               |                    |
| x-New Jersey Nets  | 45                 | 37                 | .549               | 12                 | 29–12              | 16–25              | 17–11              |                    |
| x-Miami Heat       | 42                 | 40                 | .512               | 15                 | 22–19              | 20–21              | 16–12              |                    |
| Boston Celtics     | 32                 | 50                 | .390               | 25                 | 18–23              | 14–27              | 12–16              |                    |
| Philadelphia 76ers | 25                 | 57                 | .305               | 32                 | 15–26              | 10–31              | 7–21               |                    |
| Washington Bullets | 24                 | 58                 | .293               | 33                 | 17–24              | 7–34               | 8–20               |                    |

## Estadísticas

### Temporada regular
| Rk | Jugador          | Edad | P  | PT | MP   | TC  | TCI  | %TC  | T3  | T3I | %T3  | TL  | TLI | %TL   | RO  | RD  | RT  | AS  | RB  | TAP | BP  | FP  | PTS  |
| -- | ---------------- | ---- | -- | -- | ---- | --- | ---- | ---- | --- | --- | ---- | --- | --- | ----- | --- | --- | --- | --- | --- | --- | --- | --- | ---- |
| 1  | Tom Gugliotta    | 24   | 78 | 78 | 35.8 | 6.9 | 14.9 | .466 | 0.5 | 1.9 | .270 | 2.7 | 4.0 | .685  | 2.4 | 6.9 | 9.3 | 3.5 | 2.2 | 0.7 | 3.2 | 2.2 | 17.1 |
| 2  | Rex Chapman      | 26   | 60 | 59 | 33.8 | 7.2 | 14.4 | .498 | 1.1 | 2.8 | .388 | 2.8 | 3.4 | .816  | 1.0 | 1.5 | 2.4 | 3.1 | 1.0 | 0.1 | 2.0 | 1.4 | 18.2 |
| 3  | Michael Adams    | 31   | 70 | 67 | 33.4 | 4.1 | 10.0 | .408 | 0.8 | 2.7 | .288 | 3.2 | 3.9 | .830  | 0.5 | 2.1 | 2.6 | 6.9 | 1.4 | 0.1 | 2.4 | 2.0 | 12.1 |
| 4  | Don MacLean      | 24   | 75 | 69 | 33.2 | 6.9 | 13.7 | .502 | 0.0 | 0.3 | .143 | 4.4 | 5.3 | .824  | 1.9 | 4.4 | 6.2 | 2.1 | 0.6 | 0.3 | 2.0 | 2.3 | 18.2 |
| 5  | Pervis Ellison   | 26   | 47 | 24 | 25.1 | 2.9 | 6.2  | .469 | 0.0 | 0.1 | .000 | 1.5 | 2.1 | .722  | 1.6 | 3.5 | 5.1 | 1.5 | 0.5 | 1.1 | 1.6 | 3.0 | 7.3  |
| 6  | Calbert Cheaney  | 22   | 65 | 21 | 24.7 | 5.0 | 10.7 | .470 | 0.0 | 0.4 | .043 | 1.9 | 2.5 | .770  | 1.4 | 1.6 | 2.9 | 1.9 | 1.0 | 0.2 | 1.7 | 2.3 | 12.0 |
| 7  | Kevin Duckworth  | 29   | 69 | 52 | 21.5 | 2.7 | 6.4  | .417 | 0.0 | 0.0 |      | 1.3 | 1.9 | .667  | 1.5 | 3.2 | 4.7 | 0.8 | 0.5 | 0.5 | 1.5 | 3.2 | 6.6  |
| 8  | Kenny Walker     | 29   | 73 | 4  | 19.1 | 1.8 | 3.8  | .482 | 0.0 | 0.0 | .000 | 1.2 | 1.7 | .696  | 1.6 | 2.3 | 4.0 | 0.5 | 0.4 | 0.8 | 0.6 | 2.1 | 4.8  |
| 9  | Ron Anderson     | 35   | 10 | 0  | 18.0 | 2.0 | 4.3  | .465 | 0.3 | 1.4 | .214 | 0.9 | 1.1 | .818  | 0.8 | 1.9 | 2.7 | 1.1 | 0.3 | 0.1 | 0.9 | 0.7 | 5.2  |
| 10 | Mitchell Butler  | 23   | 75 | 19 | 17.6 | 2.8 | 5.6  | .495 | 0.0 | 0.1 | .000 | 1.4 | 2.4 | .578  | 1.4 | 1.6 | 3.0 | 1.0 | 0.7 | 0.3 | 1.2 | 1.7 | 6.9  |
| 11 | Brent Price      | 25   | 65 | 13 | 15.9 | 2.2 | 5.0  | .433 | 0.8 | 2.3 | .333 | 1.0 | 1.3 | .782  | 0.5 | 0.9 | 1.4 | 3.3 | 0.8 | 0.0 | 1.8 | 1.8 | 6.2  |
| 12 | Marty Conlon     | 26   | 14 | 1  | 14.4 | 2.1 | 4.0  | .518 | 0.0 | 0.1 | .000 | 0.9 | 1.1 | .800  | 1.4 | 2.2 | 3.6 | 0.4 | 0.3 | 0.1 | 0.7 | 2.4 | 5.0  |
| 13 | Doug Overton     | 24   | 61 | 1  | 12.3 | 1.4 | 3.5  | .403 | 0.0 | 0.2 | .091 | 0.7 | 0.9 | .827  | 0.3 | 0.8 | 1.1 | 1.5 | 0.3 | 0.0 | 0.9 | 0.8 | 3.6  |
| 14 | Gheorghe Mureșan | 22   | 54 | 2  | 12.0 | 2.4 | 4.4  | .545 | 0.0 | 0.0 |      | 0.9 | 1.3 | .676  | 1.2 | 2.3 | 3.6 | 0.3 | 0.5 | 0.9 | 1.0 | 2.2 | 5.6  |
| 15 | Larry Stewart    | 25   | 3  | 0  | 11.7 | 1.0 | 2.7  | .375 | 0.0 | 0.0 |      | 2.3 | 3.3 | .700  | 0.3 | 2.0 | 2.3 | 0.7 | 0.7 | 0.3 | 0.7 | 1.3 | 4.3  |
| 16 | Andrew Gaze      | 28   | 7  | 0  | 10.0 | 1.1 | 2.4  | .471 | 0.6 | 1.1 | .500 | 0.3 | 0.3 | 1.000 | 0.1 | 0.9 | 1.0 | 0.7 | 0.3 | 0.1 | 0.4 | 1.3 | 3.1  |
| 17 | Tito Horford     | 28   | 3  | 0  | 9.3  | 0.0 | 0.7  | .000 | 0.0 | 0.0 |      | 0.0 | 0.0 |       | 0.3 | 0.7 | 1.0 | 0.0 | 0.3 | 1.0 | 0.3 | 1.0 | 0.0  |
| 18 | Gerald Paddio    | 28   | 8  | 0  | 9.3  | 1.4 | 4.0  | .344 | 0.0 | 0.1 | .000 | 1.0 | 1.8 | .571  | 0.6 | 0.8 | 1.4 | 0.9 | 0.4 | 0.0 | 0.3 | 0.5 | 3.8  |
| 19 | LaBradford Smith | 24   | 7  | 0  | 6.9  | 1.1 | 2.6  | .444 | 0.0 | 0.0 |      | 2.1 | 2.9 | .750  | 0.7 | 0.4 | 1.1 | 0.7 | 0.4 | 0.1 | 0.1 | 1.1 | 4.4  |
| 20 | Manute Bol       | 31   | 2  | 0  | 3.0  | 0.0 | 0.0  |      | 0.0 | 0.0 |      | 0.0 | 0.0 |       |     | 0.5 | 0.5 | 0.5 | 0.0 | 0.5 | 0.0 | 0.5 | 0.0  |

## Galardones y récords
| Jugador     | Galardón                       |
| Don MacLean | Jugador Más Mejorado de la NBA |